# X's
X's è il terzo album in studio della band ambient pop americana Cigarettes After Sex, pubblicato tramite Partisan Records il 12 luglio 2024. È stato preceduto dall'uscita di tre singoli, Tejano Blue, Dark Vacay e Baby Blue Movie. Ha ricevuto recensioni generalmente favorevoli dalla critica al momento dell'uscita.

## Promozione
Il singolo principale dell'album, Tejano Blue, è stato pubblicato il 28 febbraio 2024. L'album è stato annunciato ufficialmente lo stesso giorno. Lo stesso giorno, la band ha annunciato che intraprenderà l'X's World Tour per tutto il 2024 e il 2025, a sostegno dell'album. Dark Vacay è stato pubblicato come secondo singolo dell'album il 16 aprile 2024. Baby Blue Movie è stato pubblicato il 4 giugno 2024, come terzo singolo dell'album.

## Tracce
1. X's – 3:33
2. Tejano Blue – 3:54
3. Silver Sable – 3:52
4. Hideaway – 4:37
5. Holding You, Holding Me – 3:30
6. Dark Vacay – 3:33
7. Baby Blue Movie – 4:05
8. Hot – 3:57
9. Dreams from Bunker Hill" – 3:39
10. Ambien Slide – 3:33